# Водосховища Києва
Водосховища Києва — сукупність 43-х невеликих штучних водойм та верхньої частини великого транзитного Канівського водосховища, від створу Київської ГЕС до селища Козин на території столиці України міста Києва.

## Основні параметри
В Києві нараховувалося близько 400 гідрографічних об'єктів, зокрема 230 озер і ставків, 43 невеликі штучні водойми, 12 річок, 28 струмків та 32 джерела, 24 затоки, 29 каналів і проток.
У 2022 році КП «Плесо» здійснено вичерпну інвентиразацію усіх гідрографічних об'єктів столиці. Наразі у Києві офіційно зареєстровано 700 водних поверхневих об'єктів — рік, річок, струмків, озер і ставків.

## Канівське водосховище
Найбільшою штучною водоймою в межах Києва є Канівське водосховище, яке починається від створу Київської ГЕС та завершується біля підпору Канівської ГЕС. З загальної довжини водосховища у 123 кілометри, приблизно 50 кілометрів знаходиться в межах території Києва від житлового масиву Оболонь до курортної місцевості Конча-Заспа.